# Кевин Хектър
Кевин Джейм Хектър (на английски: Kevin James Hector) е бивш английски футболист.
Играе за Брадфорд Парк Авеню, Ванкувър Уайткепс и Бъртън Албиън, но най-големите си успехи постига в Дарби Каунти, където прекарва общо 14 сезона и през първите сезем заформя страховита нападателна двойка с Джон О'Хеър. За овните има изиграни 486 мача за първенство, което го прави рекордьор по този показател. Двукратен шампион на Англия и веднъж на Втора английска дивизия. Считан е за един от най-добрите футболисти, играли в Дарби Каунти, и е избран в дрийм тийм на всички времена по случай честването на 125-годишния юбилей на отбора. След края на кариерата си работи като пощальон.

## Успехи
Дарби Каунти
- Първа английска дивизия:
  - Шампион: 1972, 1975
- Втора английска дивизия:
  - Шампион: 1969
- Купа на европейските шампиони:
  - Полуфиналист: 1973
- Тексако Къп:
  - Носител: 1972
- Уотни Къп:
  - Носител: 1970
- Играч №1 на сезона:
  - 1972/1973